# 's-Gravendeel
's-Gravendeel là một đô thị (khu tự quản) cũ ở phía tây Hà Lan, thuộc tỉnh Zuid-Holland, Hà Lan. Đô thị cũ có diện tích 20,69 km ² (7,99 mile ²) trong đó có 1,77 km ² (0,68 mile ²) là diện tích mặt nước. Đô thị này đã có dân số là 9.023 vào tháng 1 năm 2007.
Đô thị 's-Gravendeel được sáp nhập với Binnenmaas ngày 1 tháng 1 năm 2007.
's-Gravendeel nằm ở phía đông của cù lao Hoeksche Waard trên sông Dordtsche Kil. Nó được kết nối với Dordrecht bằng đường hầm Kil. Ngôi làng được thành lập năm 1593 khi Nieuw-Bonaventura được hút khô nước.